# Puebla de Yeltes (kommunhuvudort)
Puebla de Yeltes är en kommunhuvudort i Spanien.   Den ligger i provinsen Provincia de Salamanca och regionen Kastilien och Leon, i den centrala delen av landet, 210 km väster om huvudstaden Madrid. Puebla de Yeltes ligger 878 meter över havet och antalet invånare är 217.
Terrängen runt Puebla de Yeltes är platt åt nordväst, men åt sydost är den kuperad. Runt Puebla de Yeltes är det mycket glesbefolkat, med 5 invånare per kvadratkilometer. Närmaste större samhälle är Tamames, 7,3 km nordost om Puebla de Yeltes. 